# 巨细胞

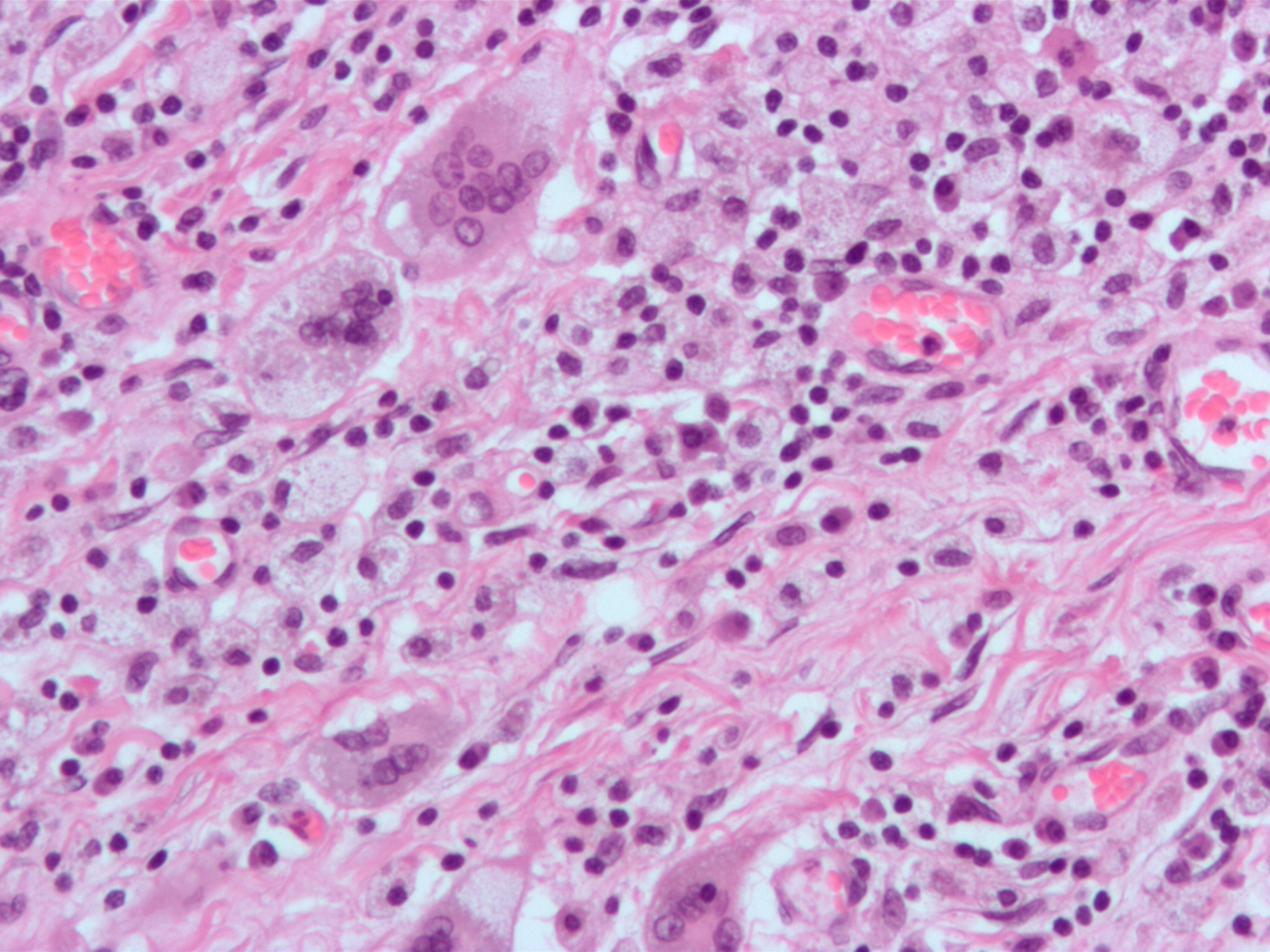
因感染引起的多核巨细胞苏木精-伊红染色。

巨细胞（英語：giant cell，或称为多核巨细胞）是多个不同细胞（常为组织细胞）融合在一起形成的，常伴随形成肉芽肿。巨细胞可作为感染的反应而形成，这些感染包括结核病、疱疹或HIV，也可由异物导致。这些多核巨细胞（MGCs）是由单核细胞及其巨噬细胞世系融合在一起形成。
巨细胞的种类包括异物巨细胞、朗罕氏巨细胞、图顿巨细胞、巨细胞性动脉炎及里-施细胞。